# Martes de Carnaval
El martes de Carnaval (en francés Mardi Gras) es el último día de Carnaval, fecha festiva que antecede al Miércoles de Ceniza, inicio de la Cuaresma.
Algunos autores han propuesto muchos orígenes precristianos para esta celebración. Sin embargo, no hay evidencia de que se hayan celebrado fiestas similares por las mismas fechas antes del año 1200.
El martes de carnaval es reconocido como una fiesta religiosa por la Iglesia católica, la Comunión anglicana, las Iglesias protestantes y las metodistas.
La tradición de celebrar el carnaval sigue muy viva en muchos países de Europa y América.
La fecha de su celebración es variable, ya que se fija cuarenta días antes de la fiesta cristiana del Domingo de Ramos, y este no depende del calendario gregoriano (exclusivamente solar) sino del antiguo calendario solar/lunar. Para el cristianismo, este domingo es el anterior al Domingo de Pascua, que cae siempre entre el 22 de marzo y el 25 de abril, por lo que el martes de Carnaval caerá entre el 3 de febrero y el 9 de marzo (un día más tarde si cae en febrero siendo un año bisiesto).

## Variantes
El martes de Carnaval recibe distintos nombres según el país. En Alemania se lo llama Fastnacht (víspera de ayuno), similar del holandés Vastenavond, fettisdagen (martes gordo) o fastlagstisdagen de Suecia, mientras que en Francia, Italia y los países de habla portuguesa se lo denomina "martes graso" o "gordo": respectivamente Mardi Gras, Martedì Grasso y Terça-feira gorda. En los Estados Unidos de América también se ha adoptado la denominación francesa Mardi Gras.
En los demás países anglófonos– entre otros, Reino Unido, Irlanda, Canadá, Australia y Nueva Zelanda – se lo llama Shrove Tuesday (martes de confesión) o más comúnmente Pancake Day (día de los panqueques), por ser el día anterior al ayuno litúrgico de Cuaresma, y la cocina y el consumo de panqueques son una manera de gastar los alimentos ricos, tales como huevos, leche y azúcar, fuertemente desaconsejados durante esta temporada.

## En Europa

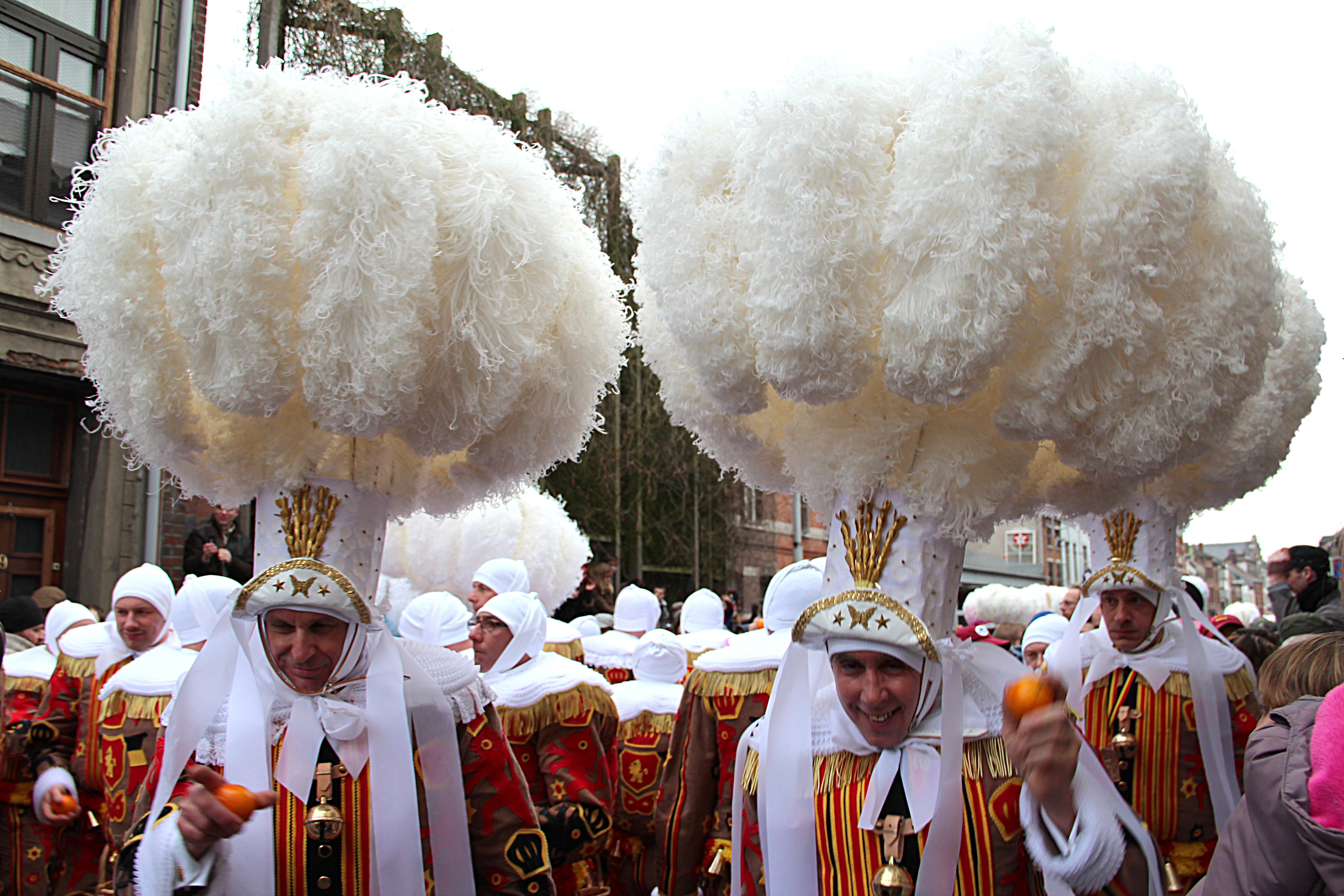
Los "Gilles" del Carnaval de Binche, Bélgica.

En Bélgica se celebra el Mardi Gras, en el marco del Carnaval de Binche, uno de los más famosos de Europa, de gran atracción turística, el cual ha sido declarado Patrimonio de la Humanidad por la UNESCO.
En Alemania tiene lugar durante el Carnaval de Colonia, uno de los acontecimientos culturales más importantes del país.
Por otra parte, en Italia los festejos del Martedì Grasso se realizan en diversos carnavales a lo largo de la geografía peninsular, siendo algunos de los más conocidos los de Viareggio y especialmente el Carnaval de Venecia.
En España, algunas tradiciones dan comienzo a la festividad del carnaval el jueves anterior (llamado Jueves Lardero), haciendo que las celebraciones duren hasta seis días.
Las celebraciones más relevantes del carnaval español tienen lugar en el marco del Carnaval de Cádiz, en Andalucía; en toda la provincia de Orense, especialmente en las localidades de Ginzo de Limia, Verín y Laza y las zonas aledañas (el "triángulo mágico"); y en el célebre Carnaval de Santa Cruz de Tenerife, en las Islas Canarias, este último considerado el más importante a nivel internacional, después del de Brasil.
En tanto, en Francia, la fiesta se da en los carnavales de Niza y Marsella, en el sur del país, destacando asimismo los de Annecy o Dunquerque.
Desde 1997 se celebra también el Carnaval de París, tras 50 años de inactividad.
En Suecia se celebra el día con un pastel típico llamado semla o fastlagsbulle. Los carnevales de Suecia no tienen relación con la Pascua, sino desfiles festivos que suelen ocurrir en la temporada caliente.

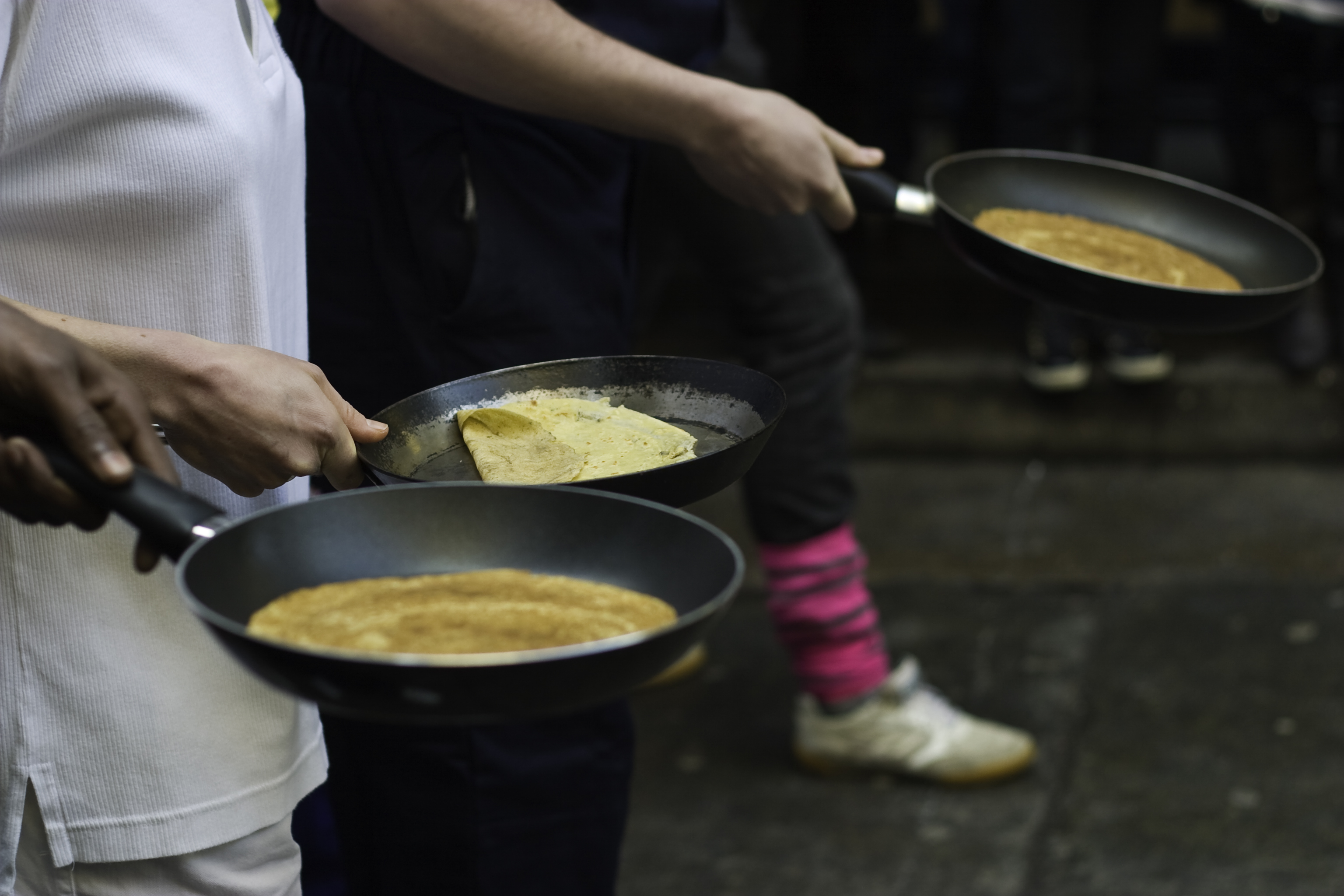
Carrera de crepes en Londres.

En Inglaterra, como parte de la celebración de la comunidad, muchos pueblos celebran el martes de Carnaval partidos de mob football, algunos de los cuales datan del siglo XII. La práctica decreció hacia el siglo XIX, después de la aprobación de la Ley de Carreteras de 1835, que prohibió jugar al fútbol en la vía pública. Varias ciudades han mantenido no obstante la tradición.
Durante el Pancake Day se llevan a cabo "carreras de panqueques" en las aldeas y pueblos de todo el Reino Unido.
La tradición se dice que se originó cuando un ama de casa de Olney estaba tan ocupada haciendo panqueques que se olvidó de la hora hasta que oyó las campanas de la iglesia sonar para el servicio religioso. Salió corriendo de la casa a la iglesia sin dejar de llevar su sartén con el panqueque. La carrera del panqueque es hoy en día una tradición festiva relativamente común en las islas británicas, especialmente en Inglaterra. Los participantes con sartenes corren por las calles, lanzando panqueques por el aire y recogiéndolos de nuevo en la sartén durante el recorrido.

## En América

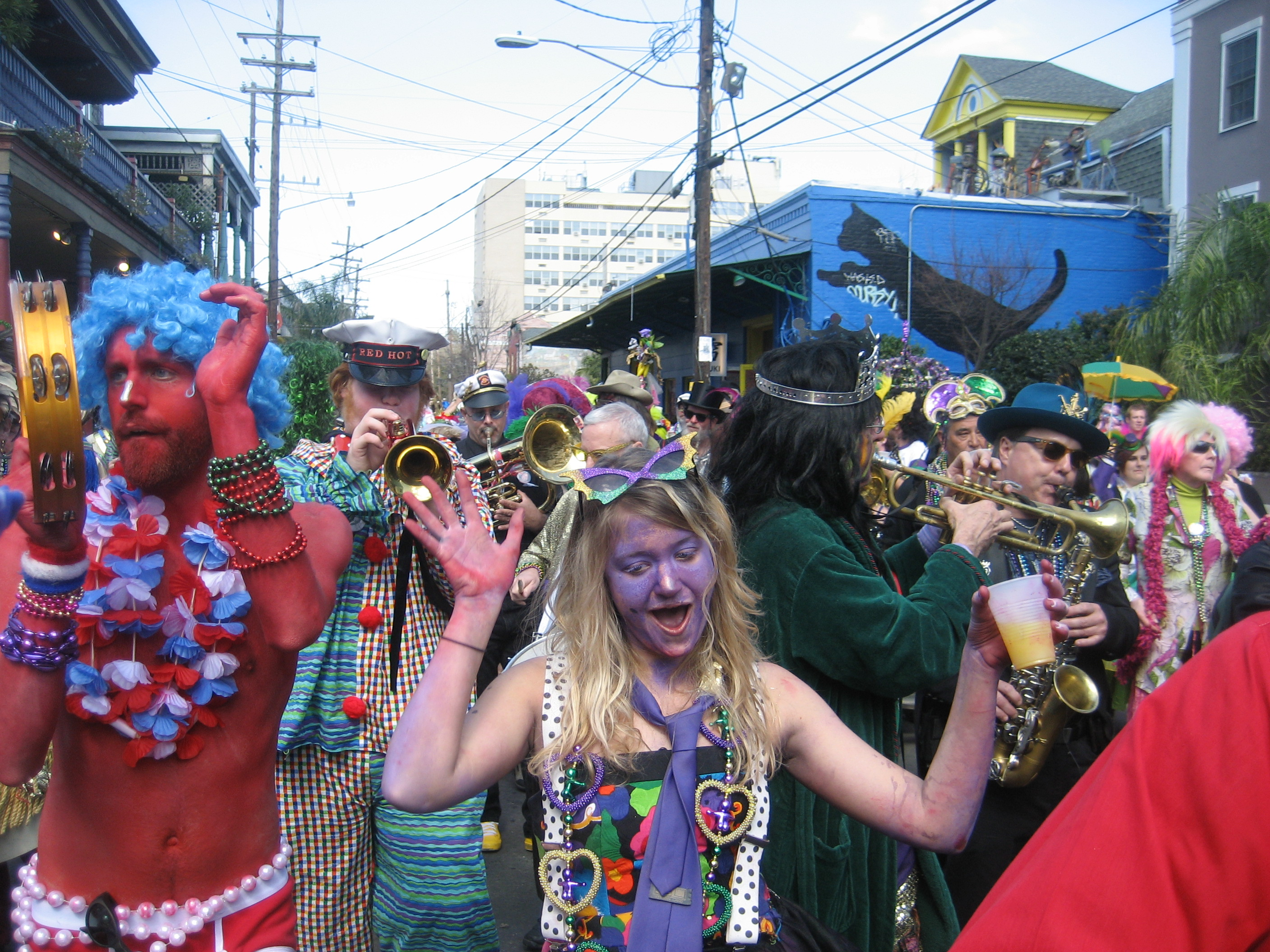
Mardi Gras en Nueva Orleans.

El Carnaval de Brasil es el más famoso del mundo, especialmente el llevado a cabo en Río de Janeiro, donde se unen las tradiciones carnavalescas del Viejo Mundo llevadas por los navegantes españoles y portugueses, mezcladas con elementos autóctonos, especialmente de la cultura afro-brasileña.
Las celebraciones, con el típico colorido de las llamadas carrozas y Escolas do samba, llevadas a cabo durante una semana, tienen su corolario precisamente en el martes de Carnaval, donde desfilan en el "Sambódromo", en el que unas 70.000 personas se dan cita cada año. En otros países de Latinoamérica estas celebraciones están presentes, como en el Carnaval de Oruro (Bolivia), el de Barranquilla (Colombia), el de Veracruz y el de Mazatlán (México), el de Gualeguaychú (Argentina); o el de Montevideo (Uruguay), que dura 40 días, siendo el más largo del mundo.
Otra celebración de fama internacional es el llamado Mardi Gras en Estados Unidos, llevado a cabo en zonas del sur del país con influencia cultural francesa; especialmente notable es el martes de Carnaval de la ciudad de Nueva Orleans.
En Terranova (Canadá) se esconden pequeñas sorpresas en los panqueques. Los niños se deleitan en descubrir los objetos, que están destinados a ser premonitorios. Por ejemplo, la persona que recibe una moneda será rico, quien reciba un clavo se convertirá o se casará con un carpintero o carpintera.
En Panamá, se realizan carnavales en la ciudad capital pero con mayor lujo en la ciudad de Las Tablas, con carrozas y lo que se conoce como murga ( música alegre cantada y bailadas por todos los que se unen a la misma) conformada por dos bandos o tunas calle arriba y calle abajo cada una con sus reinas. Son fiestas de jolgorio por seis días desde el viernes de coronación hasta el miércoles de entierro de las sardinas, y allí comienza el tiempo de Cuaresma para la Semana Santa.